# Nikola Tkalčić
Nikola Tkalčić (Zagreb, Croacia, 3 de diciembre de 1989) es un futbolista croata. Juega de defensor y su equipo actual es el Aalesunds FK de la OBOS-ligaen.

## Clubes
| Club                  | País    | Año         | PJ  | Goles |
| --------------------- | ------- | ----------- | --- | ----- |
| NK Varteks Varaždin   | Croacia | 2009 - 2011 | 34  | 1     |
| IFK Norrköping        | Suecia  | 2011        | 1   | 0     |
| NK Varteks Varaždin   | Croacia | 2012        | 3   | 0     |
| IFK Norrköping        | Suecia  | 2012 - 2018 | 106 | 8     |
| Sarpsborg 08 FF       | Noruega | 2018 - Act. |     |       |
| Aalesunds FK (cedido) | Noruega | 2018 - Act. |     |       |